# Justin Heinrich Knecht
Justin Heinrich Knecht (ur. 30 września 1752 w Biberach an der Riß, zm. 1 grudnia 1817 tamże) – niemiecki kompozytor, organista i teoretyk muzyki.

## Życiorys
Brak bliższych informacji na temat jego młodości. W zakresie muzyki był samoukiem. Przez całe swoje życie związany był z Biberach an der Riß, gdzie od 1771 roku pełnił funkcję organisty i dyrektora muzycznego. Jedynie w latach 1806–1808 przebywał na dworze w Stuttgarcie, gdzie działał jako dyrygent. Pomimo działania poza głównymi ośrodkami życia muzycznego zdobył sobie sławę jako kompozytor i teoretyk muzyki. Pisał singspiele wzorowane na dziełach J.A. Hillera, w dziełach instrumentalnych takich jak symfonia Le Portrait musical de la nature (ok. 1784) stosował programowość ilustrującą naturę.
Był autorem prac dydaktycznych oraz kompendiów prezentujących ówczesny stan wiedzy o muzyce. W swoich pracach teoretycznych nawiązywał do koncepcji Georga Josepha Voglera, prowadził spekulacje na temat tercjowej budowy akordów.

## Ważniejsze prace
(na podstawie materiałów źródłowych)
- Erklärung einiger... missverstandenen Grundsätze aus der Vogler’s schen Theorie (1785)
- Gemeinnützliches Elementarwerk der Harmonie und des Generalbasses (4 tomy, 1792–1798)
- Kleines alphabetisches Worterbuch der vornehmsten und interessantesten Artikel aus der musikalischen Theorie (1795)
- Vollständige Orgelschule für Anfänger und Geübtere (3 tomy, 1795–1798)
- Allgemeiner musikalischer Katechismus (1803)
- Luthers Verdienst um Musik und Poesie (1817)